# Comune di Sejlflod
Il comune di Sejlflod era un comune danese situato contea dello Jutland Settentrionale. Capoluogo era la cittadina di Storvorde.
Dal 1º gennaio 2007, con l'entrata in vigore della riforma amministrativa, il comune è stato soppresso e accorpato, insieme ai comuni di Hals, Nibe e Aalborg, al riformato comune di Aalborg.
Il comune aveva una popolazione di 9 394 abitanti (2005) e una superficie di 208 km².